# James J. Wilson
James J. Wilson (Essex megye, 1775 – Trenton, 1824. július 28.) az Amerikai Egyesült Államok szenátora (New Jersey, 1815–1821).